# Laneuville-au-Pont
Laneuville-au-Pont is een gemeente in het Franse departement Haute-Marne (regio Grand Est) en telt 185 inwoners (2004). De plaats maakt deel uit van het arrondissement Saint-Dizier.

## Geografie
De oppervlakte van Laneuville-au-Pont bedraagt 4,1 km², de bevolkingsdichtheid is 45,1 inwoners per km².
De onderstaande kaart toont de ligging van Laneuville-au-Pont met de belangrijkste infrastructuur en aangrenzende gemeenten.

## Demografie
Onderstaande figuur toont het verloop van het inwonertal (bron: INSEE-tellingen).